# Expéditions de Jules César en Bretagne
Conquête de la Gaule par Jules César
Batailles
- Magetobriga (60)
- Arar (58)
- Cavillonum (58)
- Bibracte (58)
- Ochsenfeld (58)
- L'Aisne (57)
- Le Sabis (57)
- Octodure (57)
- Morbihan (navale) (56)
- Vernix (56)
- Expéditions en Bretagne (55 et 54)
- Aduatuca (54)
- Avaricum (52)
- Gergovie (52)
- Lutèce (52)
- Alésia (52)
- Uxellodunum (51)

Les deux expéditions de Jules César en Bretagne (en 55 av. J.-C. et 54 av. J.-C.) se déroulent dans le cadre des guerres de conquête menées par Jules César en Gaule et rapportées dans les Commentaires sur la Guerre des Gaules,,. La première expédition, à la fin de l'été 55 av. J.-C., n'a pas atteint de résultats significatifs et peut être considérée comme une expédition de reconnaissance. La deuxième, en 54 av. J.-C., a eu plus de succès, permettant de mettre en place un roi ami de Jules César, Mandubracios, et soumettre l'une des plus grandes tribus bretonnes commandées par Cassivellaunos, qui est l'adversaire le plus important, même si le territoire reste non maîtrisé par Rome.

## Contexte historique
La Bretagne était connue bien avant l'arrivée de Jules César, la région étant une grande productrice d'étain. Elle fut explorée au IVe siècle av. J.-C. par le géographe grec de Marseille : Pythéas et peut-être par l'explorateur carthaginois Himilcon au Ve siècle av. J.-C. Mais sa position insulaire à la limite du monde connu en fait une terre de grand mystère. Certains auteurs anciens ont fait valoir que la Bretagne n'existait pas, et considéraient le voyage de Pythéas comme un faux,
Au moment où César fut nommé proconsul des provinces gauloises et entra en guerre contre pratiquement tous les peuples de la région, entamant ainsi un conflit qui entrera dans l’histoire comme la Guerre des Gaules, la Bretagne vivait à l’âge du fer dans l’isolement. Les sources antiques estiment qu’à l’époque l’île comptait à peu près un million d’habitants. Les sites archéologiques nous font entrevoir une grande différence économique entre les terres hautes et basses. Au sud-est des terres basses s’étendaient de grandes zones de terres fertiles qui ont permis une agriculture très dynamique. Les communications étaient développées et basées sur un réseau de routes qui reliaient différentes zones de l’île. Les plus importantes furent la Vía Icknield, la Vía Pilgrim et la Vía Jurásica. À ce réseau s’ajoutaient les cours d’eau navigables comme la Tamise. Dans les terres hautes, au nord de la ligne Gloucester–Lincoln, le relief rendait les communications plus ardues. L’agriculture y était plus difficile et l’élevage dominait. Dans cette zone, la population habitait des cités fortifiées, contrastant avec les oppidum moins protégés du sud-est de l’île. Les forteresses étaient bâties au voisinage des rivières navigables, ce qui prouve l’importance du commerce en Bretagne. Les échanges commerciaux avec Rome se développèrent avec la conquête romaine de la Gaule narbonnaise en 124 av. J.-C., lorsque les commerçants lancèrent le commerce du vin italien via l’Armorique.

« Les Vénètes, en effet, ont un grand nombre de vaisseaux qui leur servent à communiquer avec la Bretagne. »

— Jules César, Guerre des Gaules, III, 8
Les écrits de César nous informent également que les Belges du nord-est de la Gaule avaient traversé la mer et s’étaient établis au sud de l’île, fondant des colonies dans les zones côtières et maintenant leur pouvoir dans les deux régions grâce à la puissance de leur roi Diviciacos, roi des Suessions.

« Ils avaient eu pour roi, de notre temps encore, Diviciacos, le plus puissant chef de la Gaule, qui à une grande partie de ces régions joignait aussi l'empire de la Bretagne. »

— Jules César, Guerre des Gaules, II, 4

« La partie maritime est occupée par des peuplades que l'appât du butin et la guerre ont fait sortir de la Belgique. »

— Jules César, Guerre des Gaules, V, 12
La numismatique témoigne d’une présence belge dans la zone. Les premières monnaies belges trouvées en Bretagne datent de 100 av. J.-C. ou peut-être de 150 av. J.-C. et se trouvent principalement dans le Kent. On trouve des monnaies plus tardives sur toute la côte sud, jusqu’à l’ouest de Dorset. L’influence belge se concentrait donc au sud-est de l’île, même si elle devait s’étendre vers l’ouest et à l’intérieur, probablement au travers de chefs de tribus qui imposèrent leur pouvoir militaire aux natifs bretons.

## Première invasion

### Préparatifs et mission de reconnaissance
À la fin de l'été 55 av. J.-C., Jules César décida d'embarquer une partie de son armée vers la Bretagne. Le général romain dit dans ses Commentaires sur la Guerre des Gaules qu'il a pris cette décision parce que, dans presque toutes ses guerres contre les Gaulois, ceux-ci ont reçu l'aide des Bretons. En réalité, ce n'était qu'un prétexte pour couvrir une expédition qui n'avait d'autres fins que d'établir des liaisons commerciales,,.
Lors des préparatifs du débarquement, Jules César possédait peu d'information sur l'île, sur ses habitants, et sur leurs capacités militaires. Il envoya donc le tribun Caius Volusenus explorer la côte, mais sans grand succès. Les ambassadeurs de certains peuples bretons, alertés par l'arrivée de marchands romains, sont venus à la rencontre de Jules César, et promettent de se soumettre. Le général romain les renvoya chez eux avec Commius, roi du peuple gaulois des Atrébates pour qu'il convainque autant de personnes que possible de rejoindre le parti romain.
Jules César fit construire à Portus Itius (aujourd'hui Boulogne-sur-Mer ) une flotte de quatre-vingt navires pour transporter deux légions, la VIIe légion et la Xe légion, et un certain nombre de navires de guerre (dix-huit) commandés par un questeur. Au transport des deux légions s'ajoute celui de la cavalerie. Les bateaux que César utilisa étaient peut-être des trirèmes ou des birèmes, ou des barques de guerre vénètes améliorées. César laissa une petite garnison dans le port et embarqua son infanterie en donnant l’ordre à la cavalerie de les rejoindre dès que possible. Cette décision pourrait être une erreur tactique car l’infanterie arriva sur l’île sans armement lourd, ou bien une indication du fait que César voulait explorer le territoire sans le conquérir.

### Débarquement
Au départ, César tenta de débarquer à Dubris (Douvres), dont le port naturel avait été repéré par Volusenus. Cependant, quand l’armada romaine toucha terre, une armée de Bretons occupait les collines et les abords de la plage. Cela dissuada les Romains de débarquer car les ennemis auraient pu les massacrer avec des projectiles. Après avoir attendu ancré près d’une plage voisine, César convoqua un conseil de guerre dans lequel il ordonna à ses subordonnés d’agir conformément à la situation et aux exigences de la guerre navale. Ensuite il conduisit la flotte environ sept miles plus loin sur la côte jusqu’à une plage ouverte. En raison de l’absence de restes archéologiques, on ne connait pas son emplacement exact mais il s’agit probablement de la plage de Walmer.
La plage étant encerclée par les chars et la cavalerie des Bretons, le débarquement paraissait impossible. De plus, les bateaux étaient trop grands pour approcher facilement et les légionnaires furent obligés de débarquer en eau profonde tandis que les Bretons arrivaient de toute part. Au début, les troupes étaient terrorisées, selon le récit de César, mais les troupes retrouvèrent le moral quand l’aquilifer (le porteur de l’aigle de la légion) de la Legio X sauta à terre et cria :

« Compagnons, sautez à la mer, si vous ne voulez livrer l'aigle aux ennemis ; pour moi certes j'aurai fait mon devoir envers la république et le général. »

— Jules César, Guerre des Gaules, IV, 25
Les Bretons commencèrent à reculer quand les balistes montées sur les bateaux, les arcs et les frondes entrèrent en action pour faciliter le débarquement. Les troupes de César réussirent à débarquer mais la victoire ne fut pas complète car les vents retardèrent la cavalerie romaine qui ne put donc pas poursuivre les Bretons en fuite. César avait réussi à débarquer dans des conditions difficiles mais les Bretons avaient montré qu’ils pouvaient offrir une grande résistance.

### Résistance sur la plage
Les Romains établirent une tête de pont sur la plage (il n’en reste aucune trace archéologique, ce qui empêche sa localisation précise). Une fois installée, l’armée reçut une ambassade de son allié Commios qui avait été prisonnier en raison de son soutien à César. Le général décida d’entamer les négociations avec les dirigeants bretons et leur demanda d’arrêter leurs attaques car, prétendait-il, ils étaient en position d’infériorité. Alors que les Bretons s’apprêtaient à accepter les conditions de César, les bateaux qui transportaient la cavalerie et l’approvisionnement à travers la Manche retournèrent en Gaule à cause du mauvais temps. La tempête frappa la flotte de César, coula et endommagea des bateaux. Toute retraite semblait alors compromise. Voyant cela et espérant retenir César jusqu’à l’arrivée de l’hiver, les Bretons reprirent les attaques, prirent une légion en embuscade et firent le siège du campement ; ils furent repoussés sans difficulté et les Romains se retranchèrent dans leur camp pour se préparer aux attaques suivantes. Après plusieurs jours, les Bretons réunirent des forces importantes et attaquèrent le campement romain. Ils furent complètement défaits. Durant la retraite, ils furent massacrés par la cavalerie que Commios avait réussi à rassembler parmi les tribus soutenant César.

### Retour
Après cette défaite, les Bretons envoyèrent une ambassade à César et doublèrent le nombre d’otages. Bien que César désirait poursuivre le combat, il ne prit pas le risque de rester plus longtemps sur le sol britannique et de devoir alors traverser la Manche en hiver. Après les quelques jours nécessaires pour la réparation des bateaux, César revint en Gaule sur une victoire en demi-teinte. Les Bretons avaient prouvé qu’ils étaient des adversaires courageux et coriaces. Bien qu’ils aient été vaincus deux fois, seules deux tribus se sentirent suffisamment menacées pour lui remettre les otages promis.

### Conclusion
Dans les grandes lignes, la campagne fut un échec. Si elle avait été conçue comme une invasion à grande échelle, elle était un désastre, outre le fait que César avait eu des difficultés pour s’en sortir. Si elle avait été conçue comme une mission de reconnaissance, elle était un échec parce que César ne put aller beaucoup plus loin que le lieu de débarquement. Toutefois, quand le compte-rendu de César parvint au Sénat, l’assemblée vota une supplicatio (action de grâce) qui dura vingt jours.
César disait avoir envahi l’île en raison de l'aide militaire que les Bretons avaient fourni aux Gaulois. Bien que cela soit possible, il s’agissait en fait d’un prétexte pour évaluer les ressources minières et le potentiel économique de la Bretagne. Cicéron écrivit que César était très déçu qu’il n’y ait pas d’or ou d’argent dans l’île. Suétone dit que la vraie raison du voyage de  César en Bretagne était la recherche de perles. César décora une cuirasse avec des perles et en fit don au Temple de « Vénus Genetrix ».

## Deuxième invasion

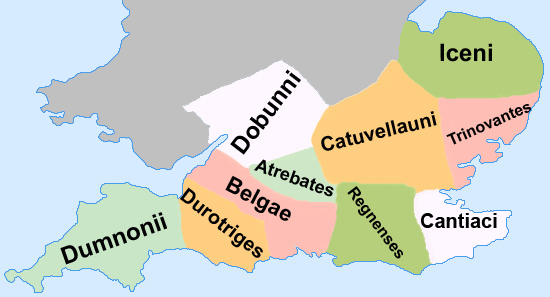
Les peuples du sud de la Bretagne que Jules César a combattu lors de sa deuxième campagne en 54 av. J.-C..

### Préparatifs
César prépara une deuxième invasion entre l’hiver 55 av. J.-C. et l’été 54 av. J.-C.. Cicéron envoya une lettre à son ami Trebatius Testa et à son frère Quintus Tullius Cicero qui servaient dans l’armée de César. À Trebatius il demanda de décrire un char et à Quintus de parler de l’île. Si Trebatius ne se rendit pas en Bretagne, Quintus envoya des lettres décrivant la géographie du sud du pays. Malgré leur rivalité, Cicéron échangea également de la correspondance avec César.
Déterminé à ne pas commettre les mêmes erreurs que l’année précédente, César réunit une force supérieure à celle de la première expédition (cinq légions au lieu de deux, et davantage de cavalerie). Les bateaux qui seront utilisés avaient été améliorés grâce à la technologie vénète. On sait également que le point de départ fut Portus Itius (Saint-Omer).

### Traversée et débarquement
Le légat de l’armée de César, Titus Labienus resta à Saint-Omer avec l’ordre de superviser l’approvisionnement de l’armée. Aux navires de guerre se joignirent des bateaux de commerce, surtout en provenance de Gaule. Ces bateaux recherchaient de nouvelles opportunités commerciales. Il est probable que le chiffre rapporté par César (800 bateaux) comprend les navires de guerre et de commerce.
César débarqua en un endroit jugé plus favorable que l’année précédente. Les Bretons décidèrent de ne pas s’opposer au débarquement. Selon César, la taille de la flotte leur inspirait trop de crainte. Il pouvait également s’agir d’une manœuvre destinée à rassembler les forces bretonnes ou peut-être que César ne causait pas la même inquiétude.

### Campagne dans le Kent
Après le débarquement, César laissa son légat Quintus Atrius responsable de la tête de pont. Il organisa alors une marche nocturne de douze miles à l’intérieur des terres et affronta les forces bretonnes au passage d’une rivière, probablement la Stour. Les Bretons attaquèrent mais furent repoussés et tentèrent de se rassembler en un lieu fortifié dans les bois (peut-être la forteresse de Bigbury Wood). À nouveau vaincus, ils finirent par se disperser. Comme il était tard et que César et son armée n’étaient pas en sécurité, le général décida d’établir un camp.
Cependant, le lendemain matin, quand il se préparait à avancer, César reçut la nouvelle de son légat Atrius que les bateaux à l’ancre avait été une nouvelle fois frappés par une tempête et avaient souffert des dommages assez importants. Selon César, environ quarante navires furent perdus. Il est possible que César ait exagéré les pertes pour grandir encore ses capacités à se sortir d’une situation compliquée. Le général retourna immédiatement sur la côte et ordonna à ses légions de remettre en état les bateaux. Les légionnaires travaillèrent jour et nuit à réparer les navires et à construire un camp fortifié autour de la zone de débarquement. Entre-temps, César demanda à Labienus d’envoyer plus de bateaux.
César arriva à la côte le premier septembre et reprit sa correspondance avec Cicéron, interrompue après la mort de sa fille Julia. Cicéron avait cessé de lui écrire « en respect pour son deuil ».

### Marche sur Wheathampstead
César retourna au passage sur la Stour où il se heurta à de nombreuses forces bretonnes. Un certain Cassivellaunos (qui régnait sur les tribus bretonnes du nord de la Tamise), avait été en guerre contre toutes les tribus bretonnes, avait déposé le roi des Trinovantes et avait envoyé son fils en exil. Malgré cela, les Bretons l’avaient choisi pour mener la résistance. Quelques escarmouches ne permirent pas à l’une ou l’autre partie de prendre l’avantage mais virent mourir le tribun Quintus Laberius Durus.

« Deux cohortes, les premières cohortes des deux légions, furent envoyées à leur secours par César: elles prirent position en ne laissant entre elles qu'un très petit intervalle; l'ennemi, les voyant étonnées de ce nouveau genre de combat, se précipita avec une extrême audace entre les deux cohortes et s'en tira sans dommage. Ce jour-là, Quintus Labérius Durus (en), tribun militaire, périt. On lance dans la bataille un plus grand nombre de cohortes; l'ennemi est repoussé. Au cours de ce genre de combat, livré sous les yeux de tous et devant le camp, on comprit que nos soldats, chargés d'armes pesantes, ne pouvant poursuivre l'ennemi... que le combat, offrait aussi de grands dangers pour nos cavaliers parce que le plus souvent les Bretons feignaient de fuir, et, quand ils avaient un peu attiré les nôtres loin des légions, ils sautaient à bas de leurs chars et engageaient à pied un combat inégal... Ajoutez à cela qu'ils ne combattaient jamais en masse, mais par troupes isolées... permettant de se replier successivement de l'un à l'autre et de remplacer les hommes fatigués par des réserves fraîches. »

— Jules César, Guerre des Gaules, V, 15-16
Les Bretons décidèrent de mener une attaque décisive. Cassivellaunos lança toutes ses troupes contre les trois légions de vétérans de la guerre des Gaules qui étaient en mission de reconnaissance aux ordres du légat de César, Caius Trebonius. Le résultat fut une écrasante victoire romaine qui fut suivie par une déroute quand les forces bretonnes furent poursuivies et exterminées par la cavalerie.
Cassivellaunos se rendit compte qu’il ne pourrait pas vaincre César dans une bataille rangée et décida de dissoudre la plus grande partie de son armée, se fiant alors à la rapidité et la mobilité de ses 4000 chars de guerre et sa connaissance du terrain, et commença à utiliser des techniques de guérilla pour user l’armée de César sans provoquer d’affrontement direct. Malgré cela, César progressa en territoire ennemi et arriva à la Tamise et à une grande forteresse située dans l'actuelle Cité de Westminster.
En voyant l’avance du général, les Trinovantes, tribu que César décrit comme la plus puissante de la région, ce même après leur défaite face à Cassivellaunos, envoyèrent une ambassade à César en lui promettant des soldats et des provisions. Mandubracios, qui avait accompagné César, fut remis sur son trône et la tribu fournit au général de la nourriture et des otages. Cinq tribus supplémentaires, les Icènes, les Ségontiaques, les Ancalites, les Bibroques et les Casses se rendirent à César et lui révélèrent l’emplacement du camp principal de Cassivellaunos, probablement la colline fortifié de Wheathampstead, que César soumit immédiatement à un siège.
Cassivellaunos envoya des appels au secours à ses alliés du Kent Cingétorix, Carvilios, Segovax et Taximagulos, décrits par César comme les « quatre rois du Cantium ». Le plan de Cassivellaunos était de lancer une attaque combinée contre César afin de l’expulser de la région. Cependant, l’attaque ne fut jamais organisée et Cassivellaunos dut négocier sa reddition. César était désireux de retourner en Gaule à cause de troubles croissants dans la région et était d’accord de négocier la paix avec Commios comme négociateur. Cassivellaunos livra des otages et s’engagea à ne plus attaquer Mandubracios ou les Trinovantes. César écrivit une lettre à Cicéron le 26 septembre dans laquelle il parle de la campagne sans spécifier la valeur du butin ni le nombre d'otages, et ne dit pas qu’il était sur le point de revenir en Gaule. Quand il y retourna, il ne laissa aucun soldat en garnison dans l’île. On ne sait pas si les tributs imposés furent payés.

### Commios et les Atrébates
Commios, le roi des Atrébates changea de camp durant la révolte de Vercingétorix et fournit des troupes aux Gaulois. Après la victoire finale de César à Alésia, Commios décida de s’enfuir en Bretagne. L’écrivain Frontin décrit comment Commios et ses partisans montèrent dans les bateaux, poursuivis de près par les soldats romains. John Creighton pense que cette anecdote est une légende et que Commios fut envoyé en Bretagne comme un roi allié du fait de son amitié avec Marc Antoine. Commios fonda une dynastie dans le Hampshire et laissa quelques traces dans les monnaies frappées à l’époque. Verica qui favorisa l’invasion de Claude appartenait à la famille de Commios,.

## Les conséquences
Jules César revint en Gaule sans avoir fait de conquête territoriale en Bretagne, mais en ayant mis en place une clientèle, qui a permis d'inclure l'île dans la sphère d'influence romaine. À partir de cette date, les rapports commerciaux et diplomatiques s'amplifièrent, et ouvrirent la voie à la conquête romaine de la Bretagne et à la naissance de la province de Bretagne en 43.

## Découverte de l'île de Bretagne
César décrivit très précisément tout ce qui comportait un élément exotique et inconnu des lecteurs de de bello Gallico, comme les chars de guerre. Il reprit également des informations géographiques, météorologiques et ethnographiques sur l’île. Il se peut qu’une grande part de ce qu’il raconte est basé plus sur des rapports de seconde main que sur son expérience directe car il ne put pénétrer suffisamment à l’intérieur du pays pour se faire une idée d'ensemble. La plupart des historiens qui utilisent les écrits de César comme source sont prudents et ne l’emploient que pour décrire les tribus avec lesquelles il eut des contacts directs.

### Géographie et météorologie
Les découvertes de première main de César se limitent à la région de l’est du Kent et à la vallée de la Tamise. Malgré cela, le général put fournir une description de la géographie et de la météorologie de l’île. Bien que les données fournies par César ne sont pas toutes exactes, probablement parce que fondées sur les écrits de Pythéas, elles donnent en règle générale une bonne idée de la géographie et météorologie du sud de la Bretagne :

« Le climat est plus tempéré que celui de la Gaule, les froids sont moins rigoureux. »

— Jules César, Guerre des Gaules, V, 12

« Cette île est de forme triangulaire ; l'un des côtés regarde la Gaule. Des deux angles de ce côté, l'un est au levant, vers le pays de Cantium, où abordent presque tous les vaisseaux gaulois ; l'autre, plus bas, est au midi. La longueur de ce côté est d'environ cinq cent mille pas. L'autre côté du triangle regarde l'Espagne et le couchant : dans cette direction est l'Hibernie, qui passe pour moitié moins grande que la Bretagne, et en est séparée par une distance égale à celle de la Bretagne à la Gaule : dans l'espace intermédiaire est l'île de Mona. L'on croit qu'il y en a plusieurs autres de moindre grandeur, dont quelques écrivains ont dit qu'elles étaient, vers la saison de l'hiver, privées de la lumière du soleil pendant trente jours continus. Nos recherches ne nous ont rien appris sur ce point : nous observâmes seulement, au moyen de certaines horloges d'eau, que les nuits étaient plus courtes que sur le continent. La longueur de ce côté de l'île est, selon l'opinion de ces écrivains, de sept cent mille pas. Le troisième côté est au nord et n'a en regard aucune terre, si ce n'est la Germanie à l'un de ses angles. Sa longueur est estimée à huit cent mille pas. Ainsi le circuit de toute l'île est de vingt fois cent mille pas. »

— Jules César, Guerre des Gaules, V, 13
Avant l’arrivée de César sur l’île, il n’y avait pas d’information sur les ports naturels ou les endroits de débarquement. Ces découvertes entraînèrent un bénéfice commercial et militaire pour Rome. Le voyage de reconnaissance de Volusene permit l’identification du port naturel de Douvres, même si César ne put y débarquer et dut utiliser une plage ouverte, parce que Douvres était trop petite pour recevoir l’armée d’invasion. Les grands ports naturels situés plus haut sur la côte, comme celui de  Richborough, furent utilisés par Claude pour l’invasion de l’île cent ans plus tard mais ne furent pas non plus utilisés pour l’occasion. César a peut-être eu connaissance de son existence mais opta peut-être pour ne pas en faire usage à cause de sa taille (notre connaissance de la géomorphologie du Canal de Wantsum (en) à cette époque est lacunaire).
Quand Claude entama les préparatifs pour l’invasion de la Bretagne, les connaissances de l’île avaient été améliorées par un siècle de diplomatie et de relations commerciales et quatre tentatives ratées d’invasion. Pourtant, il est probable que Claude utilisa l’information rassemblée par César.

### Ethnographie
César décrit les natifs Bretons comme des barbares, dont les mœurs les plus marquantes étaient la polygamie et autres rites exotiques. Sur beaucoup d’aspects, ils ressemblaient aux Gaulois.

« L'intérieur de la Bretagne est habité par des peuples que la tradition représente comme indigènes. La partie maritime est occupée par des peuplades que l'appât du butin et la guerre ont fait sortir de la Belgique ; elles ont presque toutes conservé les noms des pays dont elles étaient originaires, quand, les armes à la main, elles vinrent s'établir dans la Bretagne, et en cultiver le sol. La population est très forte, les maisons y sont très nombreuses et presque semblables à celles des Gaulois [ ... ]. II y croît des arbres de toute espèce, comme en Gaule, à l'exception du hêtre et du sapin. Les Bretons regardent comme défendu de manger du lièvre, de la poule ou de l'oie ; ils en élèvent cependant par goût et par plaisir. »

— Jules César, Guerre des Gaules, V, 12

« De tous les peuples bretons, les plus civilisés sont, sans contredit, ceux qui habitent le pays de Cantium, région toute maritime et dont les mœurs diffèrent peu de celles des Gaulois. La plupart des peuples de l'intérieur négligent l'agriculture ; ils vivent de lait et de chair et se couvrent de peaux. Tous les Bretons se teignent avec du pastel, ce qui leur donne une couleur azurée et rend leur aspect horrible dans les combats. Ils portent leurs cheveux longs, et se rasent tout le corps, excepté la tête et la lèvre supérieure. Les femmes y sont en commun entre dix ou douze, surtout entre les frères, les pères et les fils. Quand il naît des enfants, ils appartiennent à celui qui le premier a introduit la mère dans la famille. »

— Jules César, Guerre des Gaules, V, 14

### Art de la guerre
En plus de l’infanterie et de la cavalerie, les Bretons emploient des chars de guerre, un élément inconnu des Romains. César les décrit ainsi :

« Voici leur manière de combattre avec ces chariots. D'abord ils les font courir sur tous les points en lançant des traits ; et, par la seule crainte qu'inspirent les chevaux et le bruit des roues, ils parviennent souvent à rompre les rangs. Quand ils ont pénétré dans les escadrons, ils sautent à bas de leurs chariots et combattent à pied. Les conducteurs se retirent peu à peu de la mêlée, et placent les chars de telle façon que si les combattants sont pressés par le nombre, ils puissent aisément se replier sur eux. C'est ainsi qu'ils réunissent dans les combats l'agilité du cavalier à la fermeté du fantassin ; et tel est l'effet de l'habitude et de leurs exercices journaliers, que, dans les pentes les plus rapides, ils savent arrêter leurs chevaux au galop, les modérer et les détourner aussitôt, courir sur le timon, se tenir ferme sur le joug, et de là s'élancer précipitamment dans leurs chars. »

— Jules César, Guerre des Gaules, IV, 33

### Technologie
Au cours de la guerre civile contre Pompée, César utilisa les bateaux dont il avait vu les Bretons faire usage, bateaux semblables aux « Coracle » gallois. César les décrit ainsi :

« La quille et les bancs étaient d'un bois léger, et le reste du corps de ces bateaux d'osier tressé et recouvert de cuir. Jules César, La guerre civile: livre I, paragraphe 54. »

### Économie
César étudia également l’économie des tribus de Bretagne. Ses données ne peuvent s’appliquer qu’aux tribus du sud de l’île :

« Le bétail y est abondant. On se sert, pour monnaie, de cuivre ou d'anneaux de fer d'un poids déterminé. Dans le centre du pays se trouvent des mines d'étain ; sur les côtes, des mines de fer, mais peu productives ; le cuivre qu'on emploie vient du dehors. »

— Jules César, Guerre des Gaules, V, 12
Cette référence aux régions intérieures est inexacte, l’extraction préromaine de l’étain se faisant dans le sud-ouest, dans les Cornouailles et le Devon (comme relatent Pythéas et d’autres voyageurs). César n’alla que jusqu’Essex, même s'il est probable que ses informations se basèrent sur les renseignements commerciaux qu’il reçut.

### Wargame sur la période avec un long article historique
- Caesar Imperator : Britannia, Expéditions de Jules César en Bretagne, 2013, Vae Victis no  112 de Patrick Receveur